# Šćitarjevo
Šćitarjevo är en ort i Kroatien.   Den ligger i länet Zagrebs län, i den nordöstra delen av landet, 12 km sydost om huvudstaden Zagreb. Šćitarjevo ligger 104 meter över havet och antalet invånare är 442.
Terrängen runt Šćitarjevo är platt. Runt Šćitarjevo är det ganska tätbefolkat, med 54 invånare per kvadratkilometer. Närmaste större samhälle är Zagreb - Centar, 12,2 km väster om Šćitarjevo. Trakten runt Šćitarjevo består till största delen av jordbruksmark.